# Niels Krabbe
Niels Krabbe (Frederikshavn in Denemarken, 1 juli 1951) is een Deense vogelkundige en natuurbeschermer. Hij werkte lange tijd bij de afdeling gewervelde dieren van het zoölogisch museum van de Universiteit van Kopenhagen. Hij is een leerling van Jon Fjeldså.

## Onderzoek en publicaties
Krabbe deed onderzoek aan vogels en was gespecialiseerd in bioakoestiek, diersystematiek, natuurbescherming en ecologisch onderzoek naar habitatkeuze van in de Andes voorkomende soorten tapaculo's uit het geslacht Scytalopus. Vanaf 1998 werkte hij samen met de Fundación de Conservación Jocotoco aan de bescherming van vogels in Ecuador.
Zijn onderzoek leidde tot de ontdekking van 13 nieuwe, zeldzame vogelsoorten waaronder vooral tapaculo's zoals de Robbins' tapaculo (Scytalopus robbinsi) en daarnaast andere soorten zoals de jocotocomierpitta (Grallaria ridgelyi), vaak soorten die op de rand van uitsterven staan.  Bovendien beschreef hij zeven ondersoorten en stelde tientallen veranderingen voor in de plaatsing van soorten in een bepaald geslacht.
Tussen 1990 en 2010 schreef Krabbe 44 wetenschappelijke publicaties, meestal samen met andere onderzoekers als coauteur. Hieronder zijn drie boeken. 

### Boeken met Krabbe als coauteur
- Fjeldså, J. & Krabbe, N. 1990. Birds of the high Andes. Copenhagen: Zoological Museum, University of Copenhagen, and Svendborg, Denmark: Apollo Books.
- Collar, N. J., Gonzaga, L. P., Krabbe, N., Madroño Nieto, A., Naranjo, L. G., Parker III T. A. & Wege, D. C. 1992. Threatened Birds of the Americas. Cambridge, U.K.: International Council for Bird Preservation.
- Krabbe, N. K. & Schulenberg, T. S. 2003. Families Formicariidae (ground antbirds) and Rhinocryptidae (tapaculos). Pp. 682 – 731 and 748 – 787 in J. del Hoyo, A. Elliott and D. Christie, eds. Handbook of the Birds of the World. Vol. 8. Barcelona, Spain: Lynx Edicions.

- Bibliothèque nationale de France: cb148401397 (data)
- Gemeinsame Normdatei: 129218383
- International Standard Name Identifier: 0000 0001 0804 8170
- Library of Congress Control Number: n82158876
- Nationale Bibliotheek van Israël: 987007424298405171
- Nederlandse Thesaurus van Auteursnamen: 264457013
- ORCID: 0000-0002-0748-7443
- Système universitaire de documentation: 057653577
- Virtual International Authority File: 305130239
- WorldCat: E39PBJxxgqgjC7fKYdFmmXvPwC